# Нові християни
Нові́ христия́ни (ісп. Cristianos nuevos; порт. Cristão-novos), або конверти́ти (ісп. conversos) — охрещені іновірці (юдеї, мусульмани тощо) та їхні нащадки у Іспанії та Португалії XIV—XIX століть. Первісно термін мав нейтральне значення. З часом став зневажливим внаслідок поширення ідеї «чистоти крові» та сумнівів у нещирості навернених (таємного сповідування юдаїзму та ісламу). Використовувався як антонім «старих християн», нарівні із лайливими прізвиськами: марани («свині»), торнадіди («перевертні»), мориски («мавринята»), аль-борайки («лицеміри») тощо.

## Історія

### Іспанія
У XIII столітті арагонські королі взяли курс на навернення своїх підданих євреїв у християнство. Згідно з королівським указом від 1263 року вони повинні були відвідувати проповіді домініканців й брати участь у диспутах з ними. Курс особливого успіху не мав: формально навернені у християнство євреї таємно поверталися до юдаїзму.
4 квітня 1391 року в Севільї відбувся великий єврейський погром, наслідком якого стало насильницьке навернення уцілілих євреїв до християнства. Влітку заворушення перекинулися на інші міста Андалусії – Хаен, Кармону і Кордову, а звідти – до інших міст Кастильської Корони: Толедо, Мадриду, Бургоса, Сеговії, Сарагоси, Барселони, Валенсії, Пальми. Рятуючи свої життя, багато євреїв приймали християнську віру та іспанські імена. Так постала перша велика група нових християн. Деякі з них продовжували таємно сповідувати юдаїзм, але чимало осіб стали ревними нової віри. Зокрема, серед них бургоський єпископ Пабло де Санто-Марія (1350–1435; Шломо ха Леві), канцлер Кастилії, опікун майбутнього короля Хуана II, патріарх роду де Картахена; Херонімо де Санта-Фе (? – 1419; Ієхошуа Лоркі), ініціатор Тортоського диспуту (1414) та інші.
У 1410 – 1415 роках число нових християн в Іспанії зросло завдяки проповідницькій діяльності місіонера-домініканця Вісенте Феррера. 1411 року він перетворив Толедську синангогу на церкву, охрестивши 4 тисячі юдеїв. 1412 року місіонер переконав кастильську регентшу Каталіну видати едикт, що накладав обмеження на соціально-економічні права нехристиян, змушуючи євреїв приймати хрещення. Маючи підтримку арагонського короля Фернандо, домініканець навернув багато євреїв з Сарагоси, Дароки, Калатаюда та інших міст. Серед навернених були майбутній арагонський канцлер Луїс де Сантанхель (? – 1498) і Габрієль-Санчес де Калатаюд (?–?; Іцхак Халуф), патріарх арагонського роду Санчесів.
Важливим поштовхом до християнізації євреїв був Тортоський диспут 1414 року, на якому християнські місіонери перемогли юдейських вчених, а також страта голів Сеговійської єврейської громади в 1415 році. На кінець 1410-х років в Іспанії нараховувалося близько 70 тисяч нових християн.
Іспанське міщанство було невдоволене зростанням впливу євреїв-конвертитів у суспільстві. 1449 року в Толедо, роздратованому податковою політикою, спалахнув бунт під проводом Педро Сармієнто проти чиновників з числа нових християн (кастильського скарбника Дієго Гонсалеса, відкупника Алонсо Кота та інших). Бунтарі під тортурами змусили останніх зізнатися у вірності юдаїзму і стратили їх на вогнищі. Посилаючись на постанови 4-го Толедського собору (633 р.) та вигадані привілеї, даровані королем Альфонсо VII, толедці видали прокламацію, якою забороняли особам з числа нових християн займати урядові посади в місті. Подібні події відбулися в усіх містах Кастилії. Так, в Сьюдад-Реалі стався погром і бої, внаслідок чого хрещені євреї були змушені тікати з міста.
Акт міщан Толедо, який закликав до дискримінації нових християн, спричинив широку полеміку. Проти дискримінації виступили нащадки самих конвертитів: кардинал Хуан де Торквемада (син нової християнки і дядько Томаса де Торквемади), бургоський єпископ Алонсо де Картахена (син Пабло де Санта-Марії) та інші.
Португальська влада висилала нових християн за межі країни як деградаду. Деякі деґредаду домоглися слави, як дослідники у внутрішніх районах колоній, зробивши своє ім'я майже таким же відомим для нащадків, як і великі капітани-відкривачі. Наприклад Жоао Нунес - новий християнський деградаду, взятий Васко да Гамою під час першої експедиції до Індії. Завдяки своїм елементарним знанням івриту та арабської мови, Нунес першим вирушив на берег у Кожикоде, Індія, і саме Нунес (а не Гама) вимовив знамениту фразу "Ми прийшли шукати християн та спецій". 
«Холостяк Кананійський» (Bacherel de Cananéia), загадковий новохристиянський деградаду, відомий просто як «Холостяк». Закинутий на узбережжі Південної Бразилії в 1502 році, він дістався до великого вождя індіанців гуарані біля Кананеї. У 1533 році "Холостяк", як відомо, провів рейд, щоб звільнити та знищити португальську колонію Сан-Вісенті.

### Португалія
- Лісабонський погром (1506)